# Orešac
 Ovo je glavno značenje pojma Orešac. Za druga značenja pogledajte Orešac (razdvojba).
Orešac je naselje u Republici Hrvatskoj, u sastavu Općine Suhopolje, Virovitičko-podravska županija. 

## Stanovništvo
Prema popisu stanovništva iz 2001. godine, naselje je imalo 427 stanovnika te 136 obiteljskih kućanstava.
| broj stanovnika | 417   | 501   | 525   | 542   | 523   | 529   | 503   | 513   | 556   | 597   | 607   | 531   | 483   | 441   | 427   | 389   | 342   |
|                 | 1857. | 1869. | 1880. | 1890. | 1900. | 1910. | 1921. | 1931. | 1948. | 1953. | 1961. | 1971. | 1981. | 1991. | 2001. | 2011. | 2021. |

## Zanimljivost
Nedaleko naselja izbušena je 1982. najdublja bušotina (Orešac -2) u Hrvatskoj dubine 6047 metara (18443 ft). U to vrijeme to je bila najdublja kopnena bušotina u Europi.